# Teste do desenho da figura humana

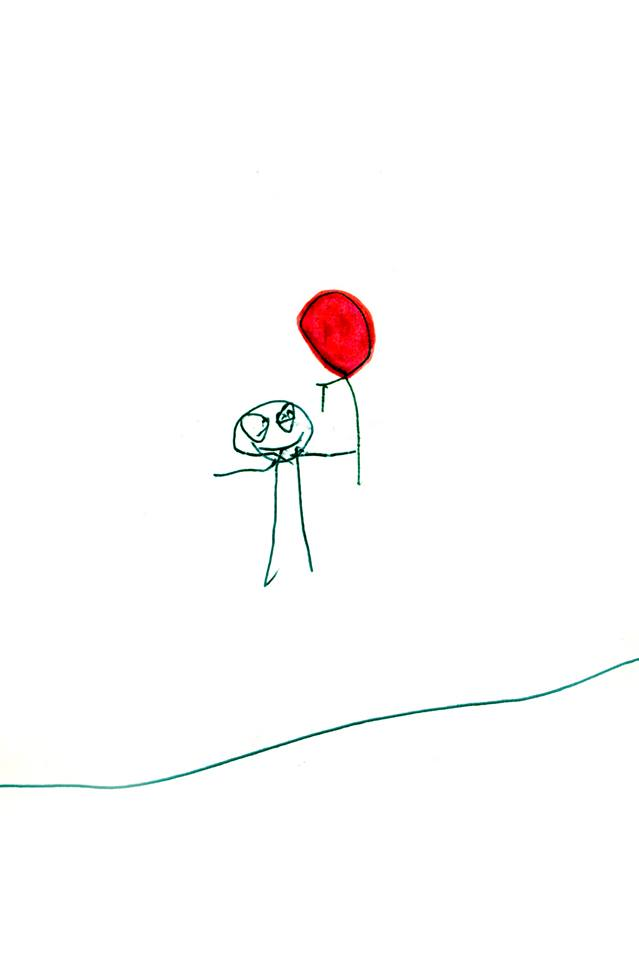
Desenho livre de uma criança com 4-5 anos.

O teste do desenho da figura humana, teste do desenho de Goodenough é um teste projetivo de personalidade e/ou um teste cognitivo usado para avaliar crianças e adolescentes para uma variedade de propósitos psicométricos.  Com nome de testes gráficos ou teste HTP amplia-se sua possibilidade interpretativa incluindo-se na avaliação o desenho de uma casa (house), árvore (tree) além da figura humana (person). Em estudos da atual frequência de uso de testes por revisão de literatura, o Desenho de Figura Humana (DFH) aparece como o sexto instrumento mais utilizado na avaliação da personalidade nos Estados Unidos e o terceiro lugar no conjunto dos instrumentos de avaliação psicológica no Brasil. 

## Breve história
Desenvolvido originalmente por Florence Goodenough (1886 – 1959), em 1926, este teste foi o primeiro conhecido como teste do desenho de uma pessoa — Goodenough. Foi descrito detalhadamente em seu livro intitulado Measurement of Intelligence by Drawings (Medição da inteligência através de desenhos). Posteriormente Dr. Dale B. Harris realizou uma revisão e ampliação desse teste que ficou conhecida como teste do desenho  de Goodenough-Harris  detalhada em seu livro Children's Drawings as Measures of Intellectual Maturity  (Desenhos de crianças do como medidas de maturidade intelectual). 
Um dos sistema de interpretação e avaliação do desenho da pessoa juntamente com casa e árvore, conhecido como HTP (house, Tree, Person), até hoje utilizado e recomendado, foi proposto por John N. Buck (1906-1983), psicólogo clínico com título adquirido por mérito do reconhecimento nacional por suas diversas contribuições para o campo da psicologia, pois não possuí a graduação formal em psicologia. Além de desenvolver a Técnica Projetiva do teste do desenho (H-T-P) em sua monografia publicada em 1948 no "Journal Clinical Psychology",  desenvolveu uma série de outros inventários psicológicos, sendo  um dos pioneiros do estabelecimento da psicologia clínica na Virgínia (EUA).  
De acordo com Hammer  entre os primeiros exploradores  de sua utilização clínica incluem-se Karen Machover (1902-1996), Paul Schilder (1886-1940)  e Lauretta Bender(1897-1987). Contudo pode se tomar como marco da interpretação do desenho, especialmente no âmbito da psicanálise, a observação de Leonardo da Vinci (1452-1519) de que o desenho da figura humana traduzia a própria experiência corporal do artista, ensinava ele que se tornava necessário uma atenção especial prática para evitar tal expressão. Observe-se também que a produção de auto-retratos, conscientemente realizados pelo artista, passou a ser cada vez mais frequente, a partir da renascença italiana.

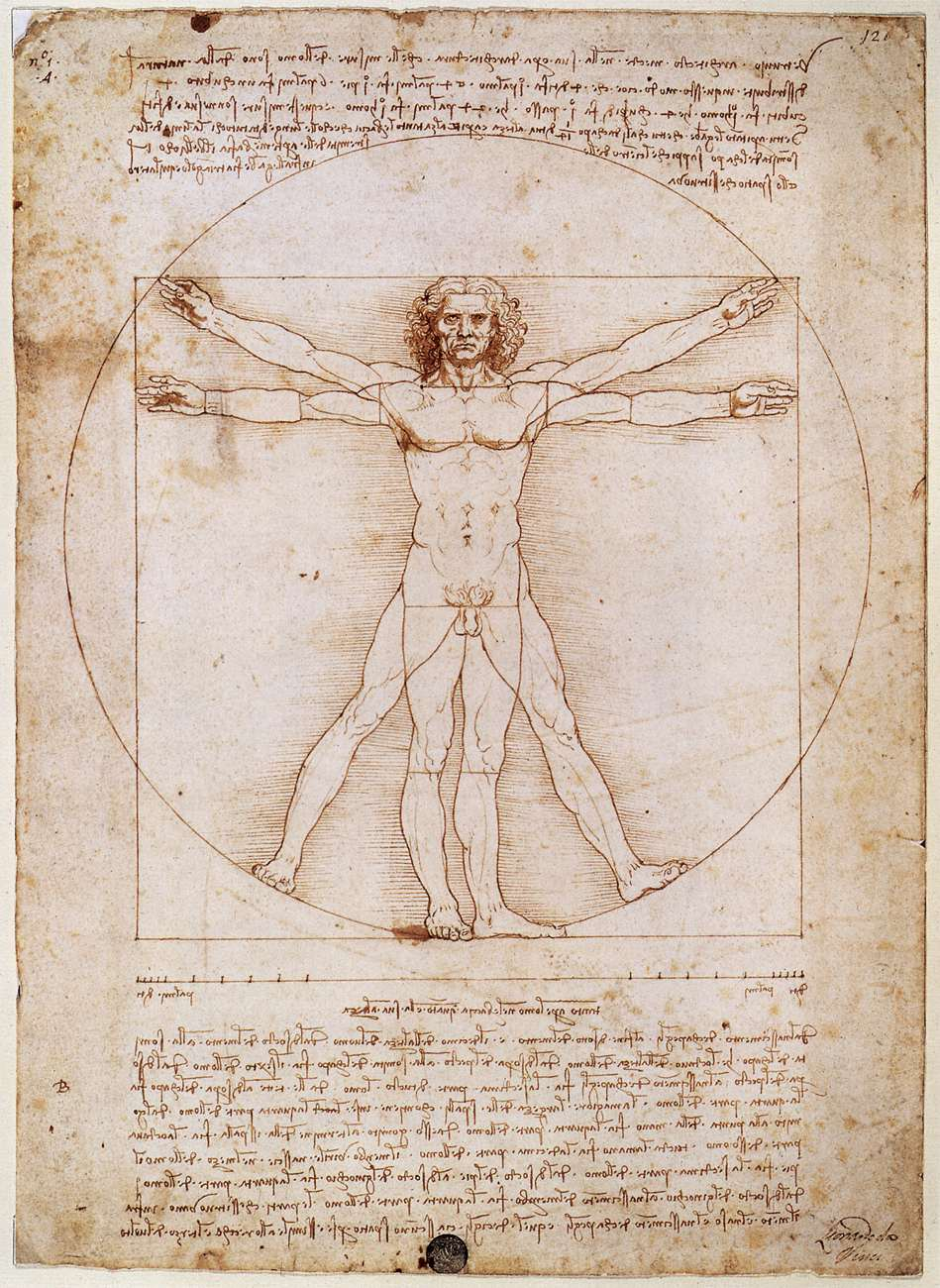
Leonardo da Vínci, 1490. Estudo das proporções humanas

É também de Da Vinci também um dos melhores e mais conhecidos estudos sobre as proporções humanas, cujas variações no teste do desenho é um componente essencial para interpretação sobre conflitos quanto a forma ou função simbólica de cada componente do corpo humano. Atualmente estudos clínicos, de análise de símbolos e de comparação de testes psicológicos sugerem normas ou parâmetros de interpretação específica para cada parte da figura humana desenhada além do plano de avaliação da capacidade técnica (de representação anatômica e reprodução gráfica) e /ou estilo artístico e quanto personalidade inteligência humana.  Segundo C. G. Jung (1875-1961) é possível estabelecermos uma classificação da arte entre abstrata e figurativa (conceituadas segundo Worringer) relacionando estas categorias estéticas à disposição dos tipos psicológicos, introvertidos e extrovertidos respectivamente.
Tomando-se com parâmetro a interpretação do desenho infantil é consenso atribuir-se à Conrado Ricci (1887). L’arte dei bambini (A arte das crianças) referindo-se às dificuldades de reprodução do realidade visual, as interferências das concepções próprias delas sobre o que ou como  vêem e o que desenham, a ocorrência de transparências e semelhanças entre estes e a arte primitiva.
O desenho infantil tem sido considerado uma atividade necessária ao aprendizado da escrita desde as proposições pedagógicas de Johann Heinrich Pestalozzi (1746 - 1827). A origem de sua utilização na psicoterapia infantil pode ser a Melanie Klein (1882 - 1960) com o clássico trabalho da análise dos desenhos da análise de Richard  ou como das técnicas utilizadas por  Donald Woods Winnicott (1896 - 1971) . Recentemente o Geledés - Instituto da Mulher Negra publicou uma série de desenhos infantis vítimas de abuso sexual enquanto crianças, onde são visíveis as referências às cenas traumáticas em símbolos mais ou menos explícitos, evidenciando o valor do desenho da criança inclusive como prova pericial em processos jurídicos contra autores enquadrados no crime de abuso sexual de menor. 

A Virgem e o Menino com Santa Ana (1508)

## Perspectivas de interpretação
Além das clássicas escalas e padrões de comparação/interpretação que fazem do desenho da figura humana um teste psicológico outras formas de interpretação podem e devem ser consideradas. Não se pode esquecer, principalmente, que os estudos psicanalíticos da projeção e em especial nesse caso do clássico ensaio de Sigmund Freud: Leonardo da Vinci e uma lembrança da sua infância  que, em 1910, identificaria os elementos de um sonho infantil desse artista relatado por ele em seus escritos, um abutre representado de modo disfarçado no manto da madona que segura o menino no quadro Sant’Ana com a Virgem e o menino.
No estudo dos clássicos da pintura do ponto de vista estético subdivide-se a história da arte em períodos específicos, identificando estilos e características de época. A interpretação de desenhos também tem sido útil no estudo da arte nas culturas primitivas e pré históricas. 
Na forma de análise que tem sido denominada de psicologia da arte destacam-se os estudos sobre Pablo Picasso analisado por C. G. Jung que publicou um ensaio sobre ele em 1932, em especial sobre os seus quadros que exploram o "horrível" ou "grotesco" semelhantes em muitos aspectos à produção psicótica, que nesse caso, ressalta Jung, não pode ser considerado uma patologia e sim, no máximo, uma disposição baseada na qual uma grave complicação psíquica poderia produzir uma esquizofrenia . Observe-se porém, que a psicopatologia representa apenas um breve capítulo das aplicações da psicologia à compreensão e análise das obras de arte. São muito conhecidos e discutidos nessa perspectiva alguns estudos biográficos de conhecidos artistas que padeceram de distúrbios mentais ou se interessaram em retratar tal condição humana a exemplo de Vincent Van Gogh (1853-1890), Louis Wain (1860-1939) e Edvard Munch (1863-1944).

### Galeria de imagens

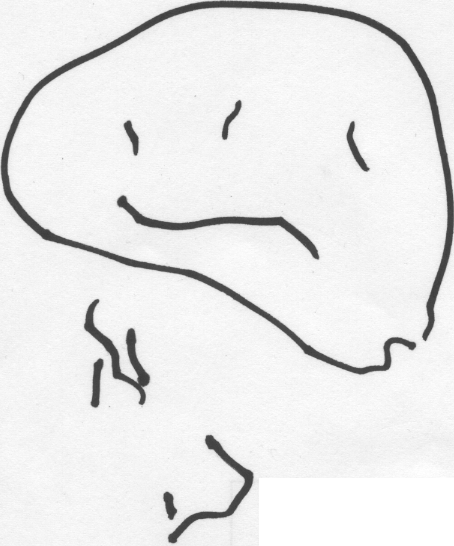
Criança com 2 anos e meio
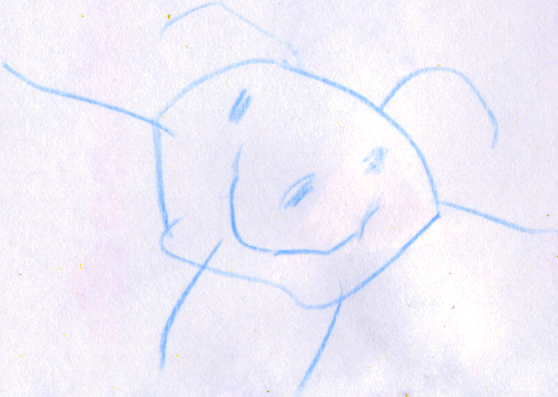
Criança de 4 anos e meio
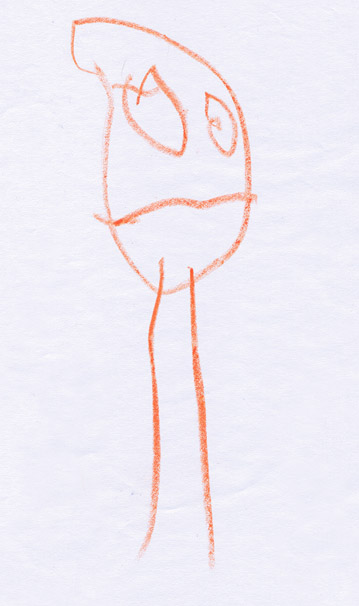
Criança entre 2 e 3 anos
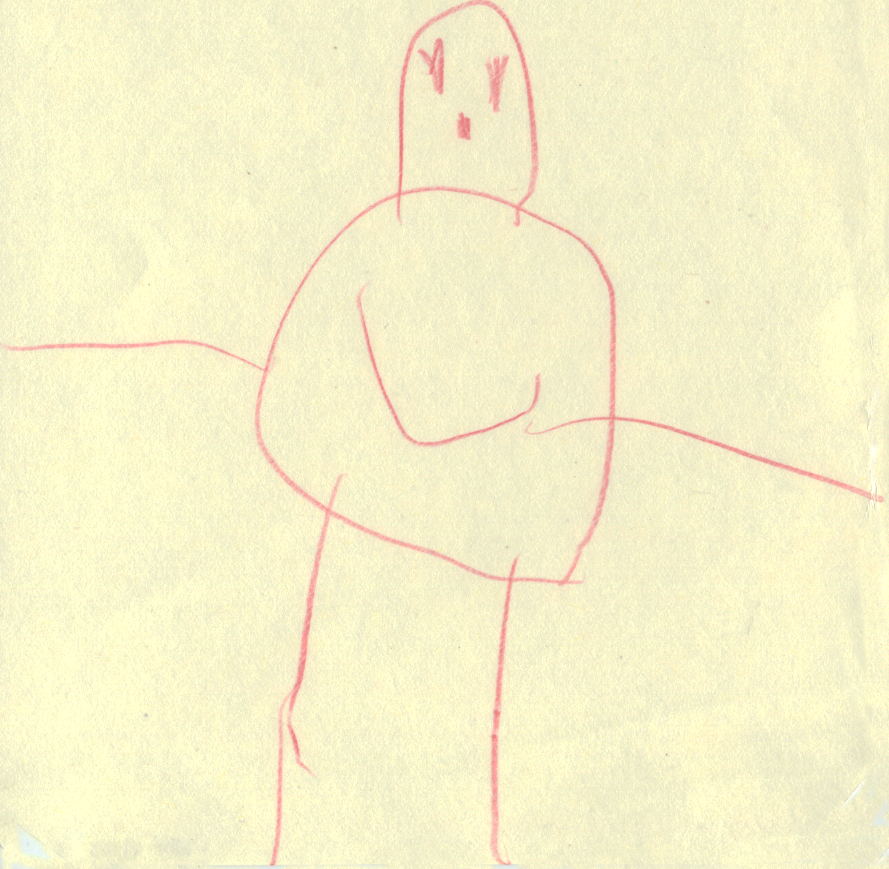
Criança com 4 anos e meio
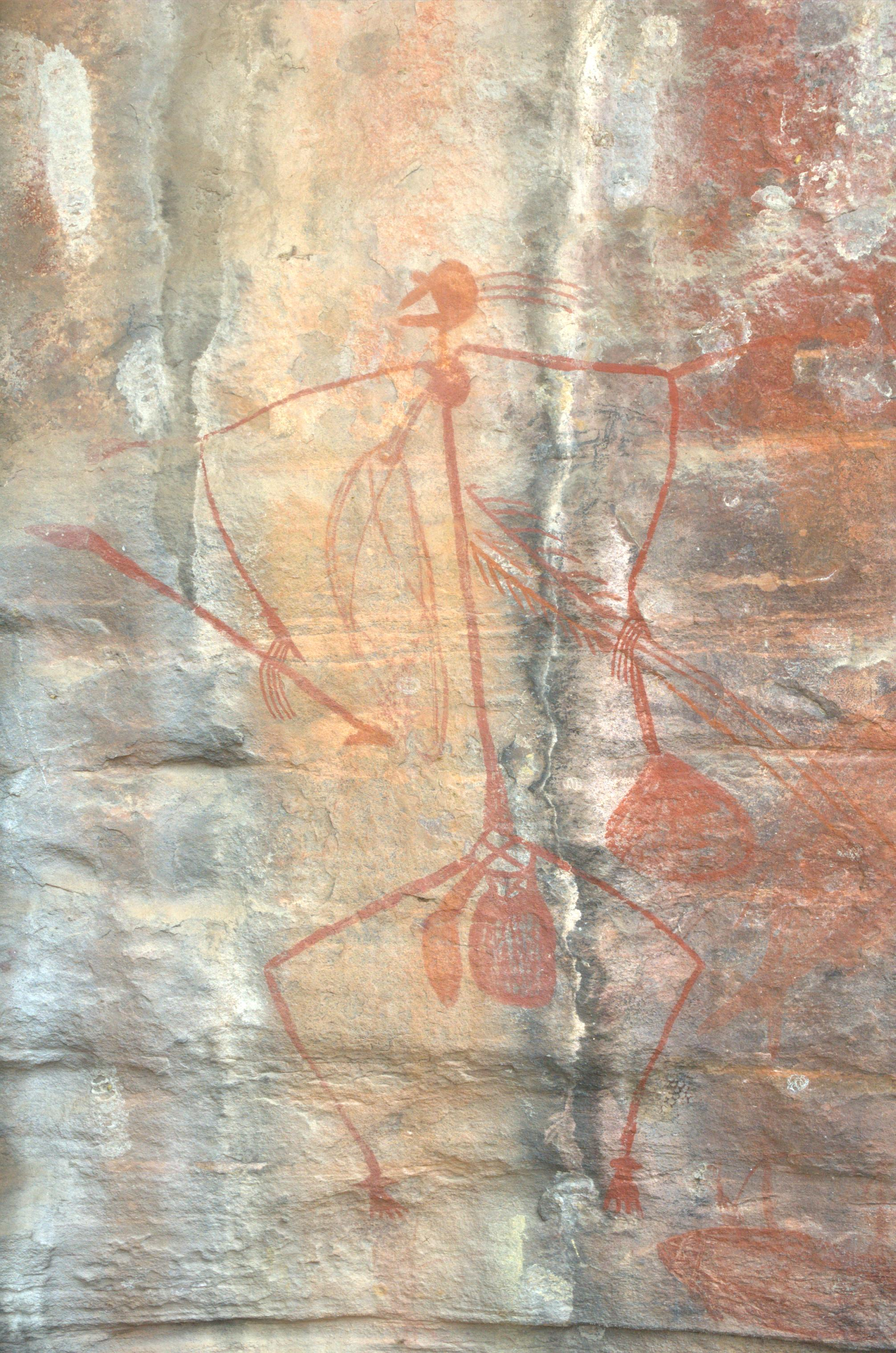
Caçador ou guerreiro australiano de Kakadu (Austrália)
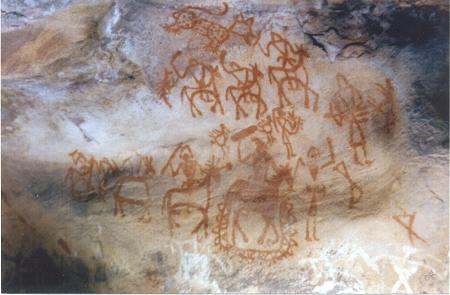
Homens e cavalos em Bhimbetka (Índia)
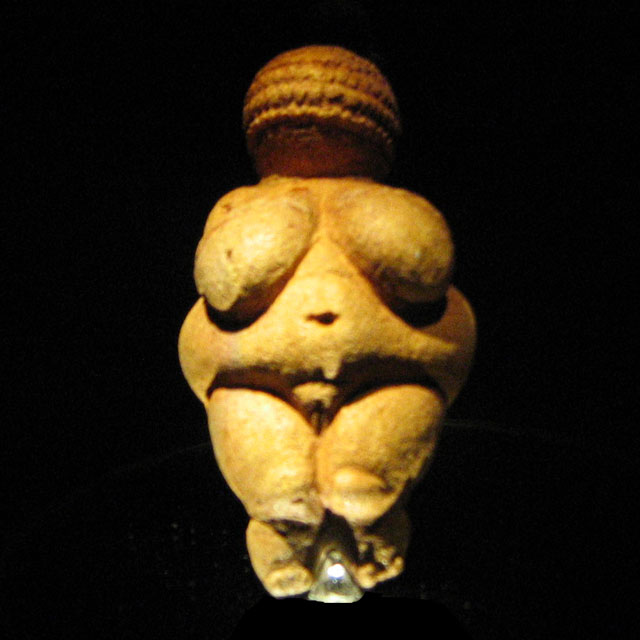
Vénus de Willendorf, Áustria.
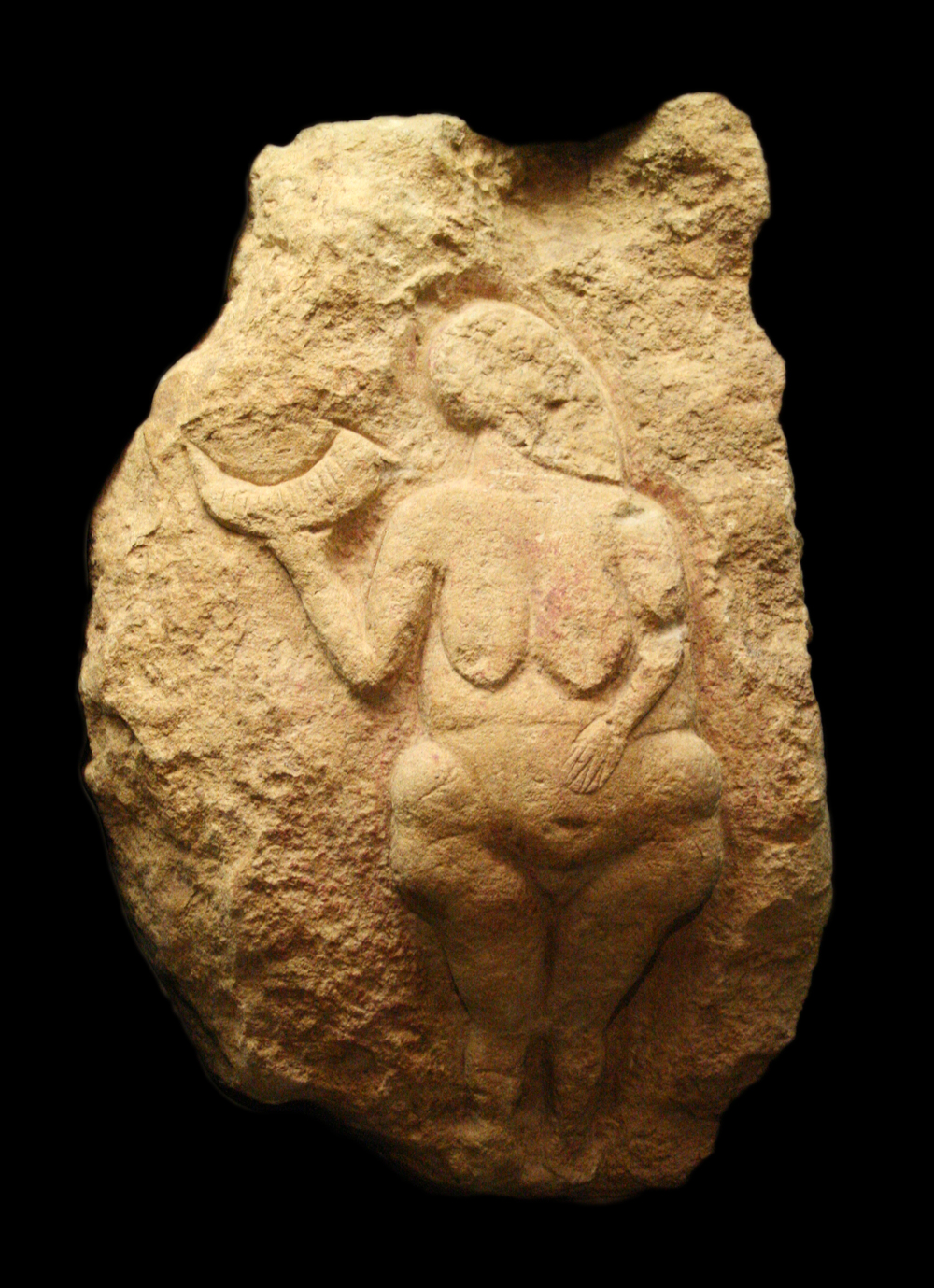
Vénus de Laussel ou Mulher com corno de Bisonte, França.
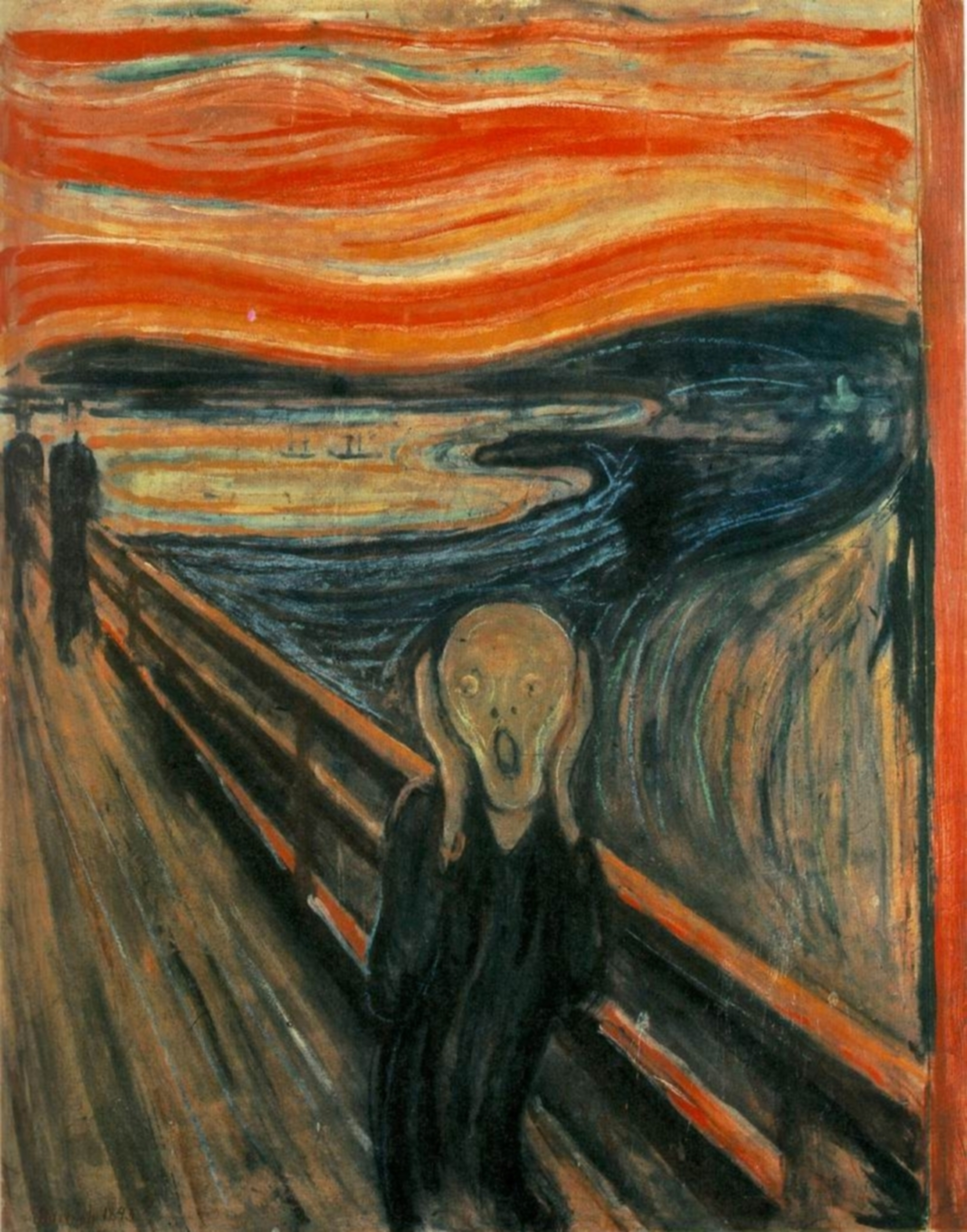
"O Grito", Edvard Munch, a paisagem transformada pela angústia
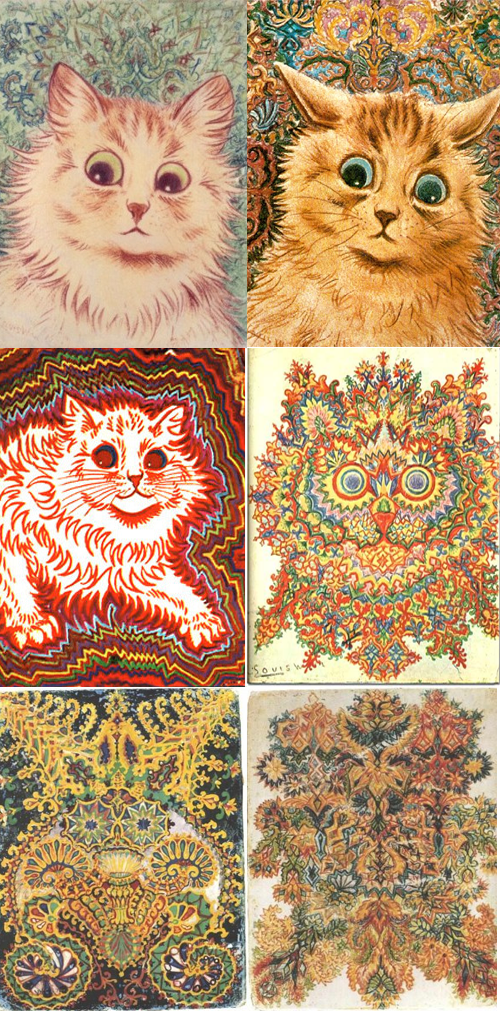
Expressão da psicose na representação da pintura de gatos de Louis Wain
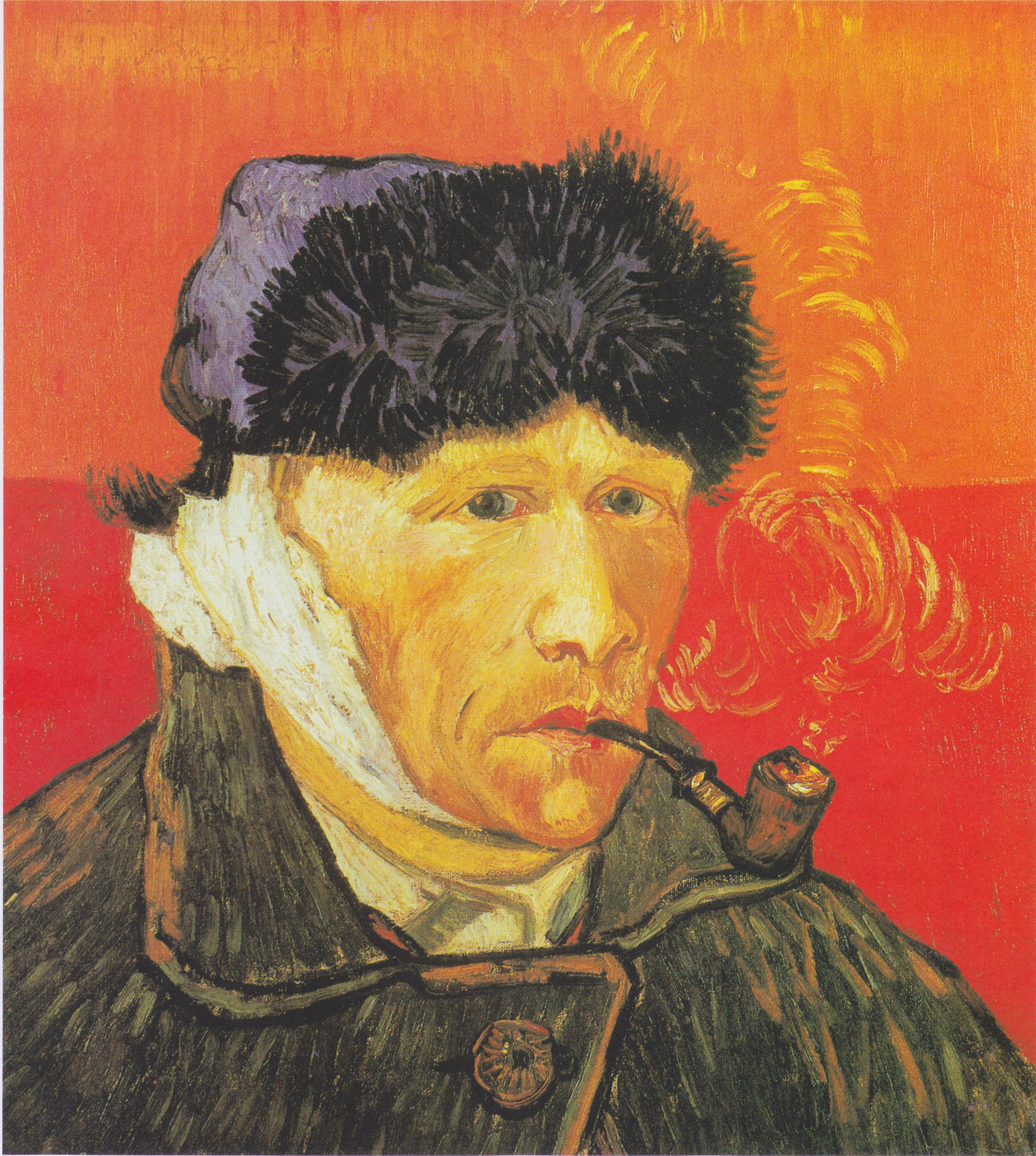
Representação da auto-mutilação em surto psicótico - Van Gogh

## Ver também

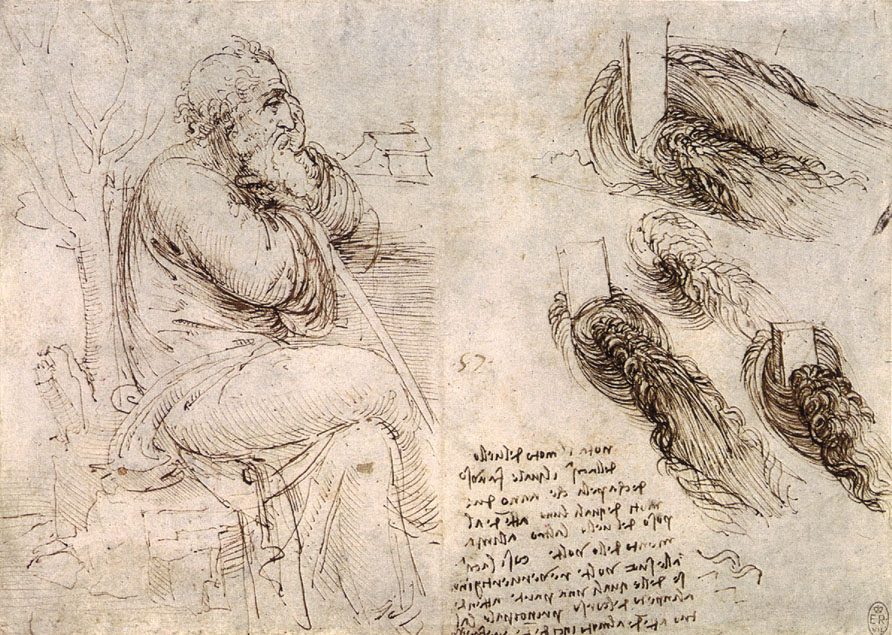
Leonardo da Vinci (1452-1519). Estudo sobre um homem velho (possível auto-retrato)